# Санта Тринита (Флоренция)
„Санта Тринита“ (на италиански: Basilica di Santa Trinita, в превод Света Троица) е католическа църква в гр. Флоренция, Италия. Църквата и прилежащият комплекс от сгради е и главен манастир на валомброзианския монашески орден.

## История
През 1092 г. на мястото е основан малък манастирски комплекс с църква от монаси на валомброзианския орден. През 1178 г. получава статут на енорийска църква. След 1250 г. комплексът е разширен и преустроен в готически стил от Николо Пизано. Комплексът претърпява сериозни щети от наводнението през 1333 г. и е възстановен и преустроен пред 1340 г. от Нери ди Фиораванте. Впоследствие църквата е многократно подобрявана и преустройвана. Превзетата[ неясно? ] фасада е проектирана и построена от архитекта Бернардо Буонталенти през 1593 – 1594 г. Релефът над главния вход, изобразяващ светата Троица, е създаден през XVII век от скулптурите Пиетро Бернини и Джовани Батиста Качини. През 1890-те г. при поредната реставрация част от по-късните барокови елементи по фасадата са отстранени.

## Интериор
Цъквата е известна с разкошните стенописи в капела Сасети, изпълнени от Доменико Гирландайо, и в капела Бартолини Салимбени - работа на Лоренцо Монако.
Капела Сасети е последната в десния трансепт на църквата. Тя е известна с фреските със сцени от живота на Свети Франциск от Асизи, изпълнени през 1482 – 1485 г. от флорентинския художник Доменико Гирландайо. Капелата често е описвана като „едно от съкровищата на архитектурата, живописта и скулптурата на Ренесанса“.
В миналото главният олтар на църквата е украсен с картината „Маеста“ на Чимабуе, сега тя се съхранява в галерията Уфици.

## Галерея
- Камбанарията
- Входната врата
- Релефът над входа
- Интериор
- Маеста на Чимабуе
- Капела Бартолини Салимбени
- Капела Сасети
- Манастирският клуатр